# Qiyuan

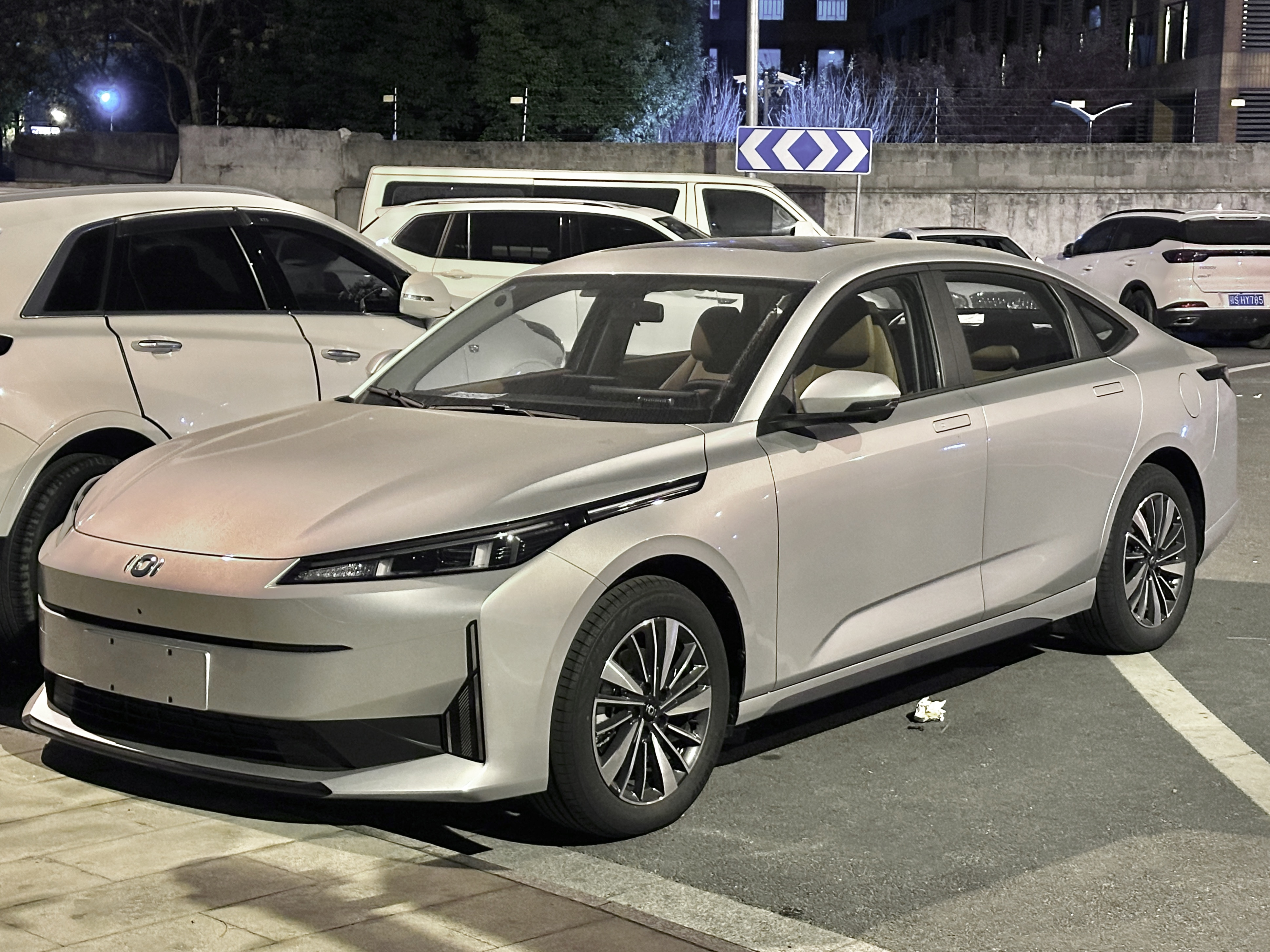
Qiyuan A05

Qiyuan — подразделение китайской компании Changan по производству гибридных автомобилей и электромобилей, основанное в 2023 году.

## История
В январе 2023 года на конференции компания Changan  объявила о создании бренда, ориентированного на производство электромобилей с кодовым обозначением OX. В апреле 2023 года было обнародовано официальное название Qiyuan, по случаю которого в китайском патентном ведомстве также была зарегистрирована первая модель — полноразмерный электромобиль A07. Официальная премьера состоялась летом 2023 года, а в сентябре 2023 года на автосалоне в Чэнду был представлен прототип CD701.
Динамичное рыночное наступление нового бренда концерна Changan продолжилось осенью 2023 года. В октябре дебютировали компактный электромобиль A05 и SUV Q05, а в ноябре — A06. В январе 2024 года появилась информация о пятой модели бренда Qiyuan — E07.

## Модельный ряд

### Легковые автомобили
- A05
- A06
- A07

### Кроссоверы/SUV
- Q05
- Q07
- E07

### Прототипы
- Qiyuan CD701 (2023)